# Psittacosaurus xinjiangensis
Psittacosaurus xinjiangensis (gr. "lagarto con pico de loro de Sinkiang") es una especie del género extinto Psittacosaurus, género de dinosaurios ceratopsianos psitacosáuridos, que vivió a mediados del período Cretácico, hace aproximadamente entre 125 a 110 millones de años, desde el Aptiense al Albiense, en lo que hoy es Asia.
En 1988, Zhao y el paleontólogo estadounidense Paul Sereno describieron P. xinjiangensis, que lleva el nombre de la Región Autónoma de Xinjiang en la que se descubrió. Varios individuos de diferentes edades fueron descubiertos a principios de la década de 1970 por paleontólogos chinos y descritos por Sereno y Zhao, aunque el holotipo y el esqueleto más completo pertenecían a un juvenil. Más tarde se descubrió un esqueleto adulto en una localidad diferente de Xinjiang. Estos especímenes provienen de la parte superior del Grupo Tugulu , que se considera como Aptiano-Albiano en edad.